# Natri tetrafluoroborat
Natri tetrafluoroborat, hay Natri tetrafluoroborat(III) còn gọi là natri borofluoride, là một hợp chất vô cơ có công thức hóa học NaBF4. Nó tạo nên tinh thể hình thoi không màu tan được trong nước, tan tốt trong nước (108 g/100 mL) nhưng kém hơn trong các dung môi hữu cơ.

## Điều chế
Natri tetrafluoroborat(III) có thể được điều chế từ phản ứng trung hòa acid tetrafluoroboric(III) với natri oxide, natri carbonat hay natri hydroxide.
Na2O + 2HBF4 → 2NaBF4 + H2O
NaOH + HBF4 → NaBF4 + H2O
Na2CO3 + 2HBF4 → 2NaBF4 + H2O + CO2↑
Natri tetrafluoroborat(III) có thể dùng để điều chế nitrosoni tetrafluoroborat(III), một loại thuốc nổ, khi phản ứng với dinitơ trioxide.

## Tính chất
Khi đun nóng, natri tetrafluoroborat(III) phân hủy thành natri fluoride và bor trifluoride.

## Ứng dụng
Natri tetrafluoroborat(III) được dùng trong vài chất chảy trong việc hàn.
Nó là một nguồn anion tetrafluoroborat(III). Nó dùng trong hóa hữu cơ cho các phản ứng fluor hóa cũng như làm xúc tác, và điều chế một lượng nhỏ bor trifluoride dùng trong phòng thí nghiệm.
Natri tetrafluoroborat(III) có thể dùng cho quá trình tổng hợp dung dich ion (muối ở trạng thái lỏng), nơi các ion tetrafluoroborat(III) đóng vai trò như anion của các sản phẩm.